# Air Combat Command
L'Air Combat Command o ACC (Comando Combattimento Aereo) è uno dei Major Command della United States Air Force (USAF), responsabile di tutti gli aerei ed RPA da caccia, attacco, AWACS e ricognizione della forza attiva basati sul territorio continentale contiguo americano (CONUS). Il quartier generale è situato presso la Joint Base Langley-Eustis, Virginia.

## Equipaggiamento
Il comando dispone, al 2024, dei seguenti velivoli:
- 691 Aerei da caccia ed attacco:   
  - 115 A-10C Thunderbolt II
  - 8 F-15C Eagle
  - 3 F-15D Eagle
  - 158 F-15E Strike Eagle
  - 2 F-15EX
  - 144 F-16C Viper
  - 19 F-16D Viper
  - 107 F-22A Raptor
  - 131 F-35A Lightning II
- 6 Elicotteri HH-60G
- 24 Elicotteri HH-60W
- 339+ Velivoli da informazione, sorveglianza, ricognizione, comando, controllo e comunicazione: 
  - 8 RQ-4B
  - 27 U-2S
  - 4 TU-2S
  - 1 MQ-1
  - 133 MQ-9
  - 4 P-9A
  -  ? RQ-170
  - 1 E-3B
  - 14 E-3G
  - 2 E-9A
  - 5 E-11
  - 6 EC-130H
  - 3 RC-135S
  - 2 RC-135U
  - 8 RC-135V
  - 9 RC-135W
  - 3 TC-135W
  - 2 OC-135B
  - 3 WC-135R
- 18 Aerei da rifornimento in volo HC-130J
- 38 Addestratori T-38A
- 6 Addestratori AT-38

## Organizzazione
Attualmente, al 2024, il comando controlla:

### Air Forces Northern (AFNORTH)/First Air Force, Tyndall Air Force Base, Florida
- Air Force Rescue Coordination Center, Tyndall AFB, Florida
Coordina le attività di ricerca e soccorso sul territorio continentale americano.
- Air Force Northern National Security Emergency Preparedness Agency
Gestisce e coordina le attività dell'aviazione americana in supporto alle autorità civili durante i disastri naturali o causati dall'uomo.
- 601st Air Operations Center,  Tyndall AFB, Florida
Pianifica, dirige e valuta le operazioni aeree per il NORAD e il USNORTHCOM.

### Fiftheenth Air Force, Shaw Air Force Base, Carolina del Sud
- 1st Fighter Wing, Joint Base Langley-Eustis, Virginia- F-22, T-38A
- 4th Fighter Wing, Seymour Johnson AFB, North Carolina - F-15E
- 20th Fighter Wing, Shaw AFB, South Carolina - F-16CM
- 23rd Wing, Moody AFB, Georgia - A-10C, HC-130J e HH-60G
- 93d Air Ground Operations Wing, Moody AFB, Georgia
- 325th Fighter Wing, Tyndall AFB, Florida - F-35A
- 355th Fighter Wing, Davis-Monthan AFB, Arizona - A-10
- 366th Fighter Wing, Mountain Home AFB, Idaho - F-15E
- 388th Fighter Wing, Hill AFB, Utah - F-35A
- 432nd Wing, Creech AFB, Nevada - MQ-1, MQ-9 e RQ-170
- 461st Air Control Wing, Robins AFB, Georgia - E-8C
- 552nd Air Control Wing, Tinker AFB, Oklahoma - E-3B/C/G
- 633rd Air Base Wing - Joint Base Langley-Eustis, Virginia

### Sixteenth Air Force (Air Forces Cyber), Joint Base San Antonio-Lackland, Texas
- 616th Operations Center, Joint Base San Antonio-Lackland, Texas
- 9th Reconnaissance Wing, Beale AFB, California - RQ-4, T-38A e U-2
- 55th Wing, Offutt AFB, Nebraska - EC-130H, OC-135B, RC-135S/U/V/W e TC-135S/W
- 67th Cyberspace Wing, JBSA-Lackland, Texas
- 70th Intelligence, Surveillance and Reconnaissance Wing, Fort Meade, Maryland
- 319th Reconnaissance Wing, Grand Forks AFB, North Dakota
- 363rd Intelligence, Surveillance and Reconnaissance Wing, Joint Base Langley-Eustis, Virginia
- 480th Intelligence, Surveillance and Reconnaissance Wing, Joint Base Langley-Eustis, Virginia
- 557th Weather Wing, Offutt AFB, Nebraska
- 688th Cyberspace Wing
- Air Force Technical Application Center, Patrick Air Force Base, Florida

Sorveglianza dei trattati nucleari e rilevamento di eventi nucleari.

### U.S.A.F. Warfare Center, Nellis AFB, Nevada
- 53rd Wing, Eglin AFB, Florida - A-10C, BQM-167A, E-9A, F-15C/E, F-16C/D, F-22A, F-35A, HC-130J, HH-60G, MQ-9, QF-4, QF-16, RQ-4 e U-2
- 57th Wing, Nellis AFB, Nevada - A-10C, EC-130, F-15, F-15E, F-16, F-22A, F-35A, HH-60G e MQ-9
- 99th Air Base Wing - Nellis Air Force Base, Nevada
- 505th Command and Control Wing, Hurlburt Field, Florida
- Nevada Test and Training Range, Nellis Air Force Base, Nevada
- Air Force Joint Test Program Office, Nellis Air Force Base, Nevada
- 350th Spectrum Warfare Wing, Eglin Air Force Base, Florida

### Air Forces Southern (AFSOUTH)/Twelfth Air Force, Davis-Monthan Air Force Base, Arizona
- System of Cooperation Among the American Air Forces
- Inter-American Air Forces Academy, Joint Base San Antonio-Lackland, Texas

## Basi
Il comando ha giurisdizione sulle seguenti basi militari:
- Creech Air Force Base, Nevada
- Grand Forks Air Force Base, Dakota del Nord
- Holloman Air Force Base, Nuovo Messico
- Joint Base Langley-Eustis, Virginia
- Moody Air Force Base, Georgia
- Mountain Home Air Force Base, Idaho
- Nellis Air Force Base, Nevada
- Offutt Air Force Base, Nebraska
- Seymour Johnson Air Force Base, Carolina del Nord
- Shaw Air Force Base, Carolina del Sud
- Tyndall Air Force Base, Florida